# Zalužje (Lepoglava)
Zalužje is een plaats in de gemeente Lepoglava in de Kroatische provincie Varaždin. De plaats telt 195 inwoners (2001).